# Cyprinus

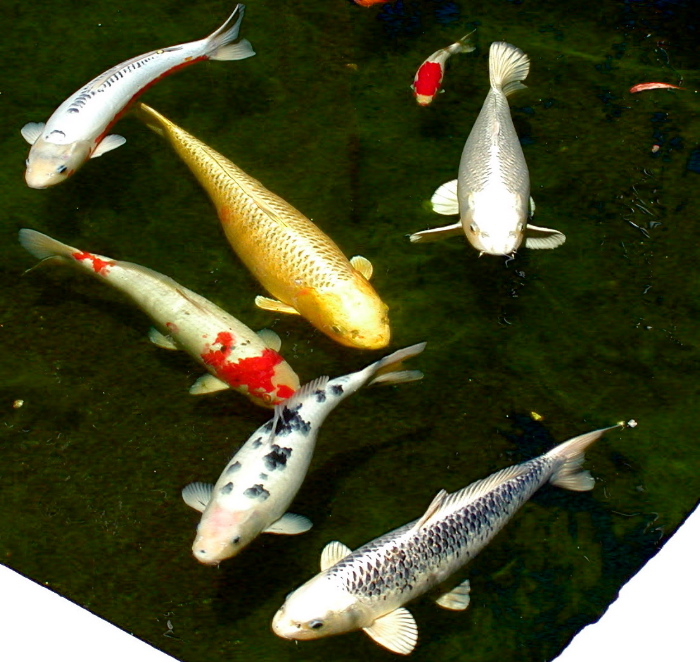
Carpas koi.

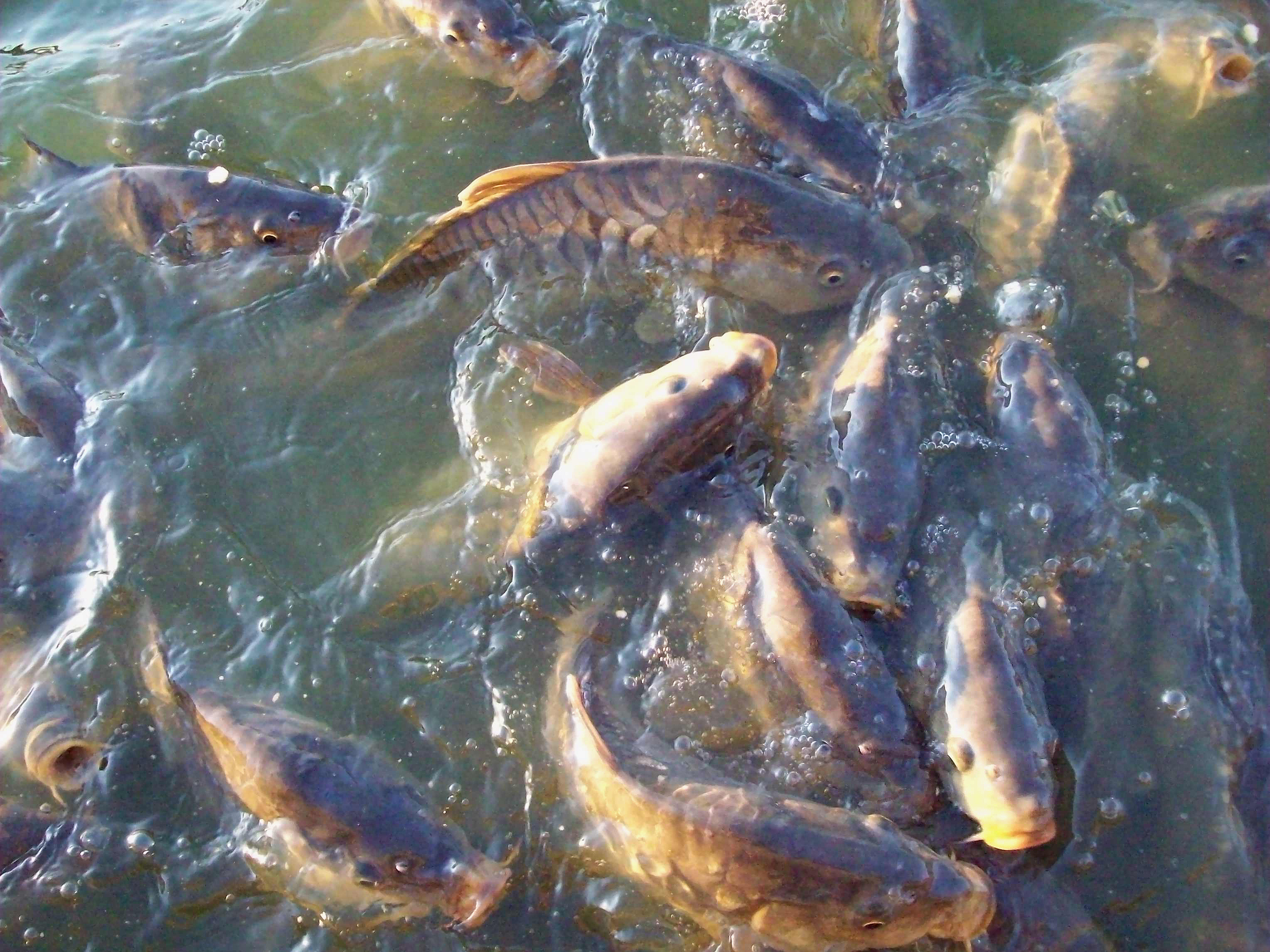
Carpas de espejos (Cyprinus carpio) en un estanque.

Las carpas comunes son el género Cyprinus de peces de agua dulce de la familia Cyprinidae, que se encuentran casi todas ellas por ríos de Asia en áreas de distribución pequeña, salvo la más extendida carpa europea, que posiblemente fue extendida por el hombre hace mucho tiempo.
Su nombre procede del griego kyprinos, que significa pez dorado.
Aparecen por primera vez en el registro fósil en el Eoceno, durante el Terciario inferior.

## Importancia para los humanos
Aparte de como fuente de alimento y pesca deportiva, son usadas ornamentalmente en estanques de los parques por sus escasos requerimientos de alimento y oxígeno para sobrevivir.

## Especies
Existen 24 especies agrupadas en este género:
- Cyprinus acutidorsalis (Wang, 1979)
- Cyprinus barbatus (Chen y Huang, 1977)
- Cyprinus carpio (Linnaeus, 1758) - Carpa común o Carpa europea.
- Cyprinus centralus (Nguyen y Mai, 1994)
- Cyprinus chilia (Wu, Yang y Huang, 1963)
- Cyprinus cocsa (Hamilton, 1822)
- Cyprinus dai (Nguyen y Doan, 1969)
- Cyprinus daliensis (Chen y Huang, 1977)
- Cyprinus exophthalmus (Mai, 1978)
- Cyprinus fuxianensis (Yang et al., 1977)
- Cyprinus hyperdorsalis (Nguyen, 1991)
- Cyprinus ilishaestomus (Chen y Huang, 1977)
- Cyprinus intha (Annandale, 1918)
- Cyprinus longipectoralis (Chen y Huang, 1977)
- Cyprinus longzhouensis (Yang y Hwang, 1977)
- Cyprinus mahuensis (Liu y Ding, 1982)
- Cyprinus megalophthalmus (Wu et al., 1963)
- Cyprinus micristius (Regan, 1906)
- Cyprinus multitaeniata (Pellegrin y Chevey, 1936)
- Cyprinus pellegrini (Tchang, 1933)
- Cyprinus qionghaiensis (Liu, 1981)
- Cyprinus rubrofuscus (Lacepède, 1803)
- Cyprinus yilongensis (Yang et al. in Chen and Huang, 1977)
- Cyprinus yunnanensis (Tchang, 1933)